# Floresta (Paraná)
Floresta è un comune del Brasile nello Stato del Paraná, parte della mesoregione del Norte Central Paranaense e della microregione di Floraí.